# 出向
出向（しゅっこう）は、日本の人事異動の一種であるが、組織の外に向かって行われる異動のこと。出向は同一組織内での就業場所あるいは職務内容の変更にとどまる配置転換（配転）とは異なる。

## 概説
出向には、自分を雇用している会社（「出向元」）の従業員の身分を保持したまま別の企業、業界団体、研究機関他（「出向先」）で就労する在籍出向（この場合、たいていは出向中は「休職扱い」となる）と、もとの企業における従業員の身分を喪失する移籍出向とがある（こちらは「転籍」や「転属」ともいう）。
（繰り返しになるが）広義の出向には在籍出向と移籍出向があり、単に「出向」という場合は在籍出向をいう。いずれも労働者を出向させる出向元と出向を受ける出向先で出向契約が結ばれ、出向元に労働者に対する出向命令権があり、それが権利の濫用に当たらないことが要件となる。また労働契約法14条において、「必要性」や「対象労働者の選び方」など総合的に事情を考慮して「出向命令は乱用」と認められる場合にはその命令は無効になると定められている。また関連判例も挙げておくと、2014年2月14日の東京地裁の判決で、篠原裁判官は「企業による出向命令は万能ではなく、出向対象者の人選方法や対象者に与える不利益、出向命令の目的などを総合的に考慮して、無効となる場合がある」とした。
ほとんどの場合、勤める会社の本店から同じ会社または関連会社の支店への従業員の異動を意味する。まれに、非関連会社に向けられている場合がある 。
日本では、出向は人件費を削減する方法としてしばしば利用されるため「いわゆる左遷だ」などと否定的な意見もある。しかし出向には肯定的な側面もある。これは、従業員が企業経験を収集し、キャリアを広げる機会を与える方法として使用される場合である。

## 出向の種類
在籍出向
労働者と自らを雇用している企業（出向元）との労働契約関係を維持して在籍したまま、他の企業（出向先）の指揮命令関係の下で相当期間従事することをいう。
移籍出向（転籍）
労働者と自らを雇用している企業（出向元）との労働契約関係を終了させると同時に、他の企業（出向先）との間に労働契約関係を成立させて出向先の企業の指揮命令関係の下で従事することをいう。

## 事例
ポジティブな事例もネガティブな事例も挙げる。
事務機器大手のリコーが社員らに出した出向命令について、社員から提訴され裁判となり、裁判所は「実際には社員の自主退職を期待して行われたと認められる」としその出向命令は「人事権の乱用で無効」と判断した判決を2014年2月14日に下し、リコーは敗訴した。
2020年春から世界的なコロナ禍が発生して多くの業界が危機的な状況に陥ったわけだが、出向の仕組みを同業種だけでなく異業種にまで発展させ、事業を縮小せざるをえない企業から人手不足に悩む企業への出向という事例が増加した。代表例としては、外出自粛や緊急事態宣言の影響で旅行需要が激減し苦しい経営状況に陥った航空業界や旅行業界による在籍出向の増加が挙げられる。航空業界でコロナの影響で航空業界の従業員の仕事の量が実際にほぼ皆無、ほぼゼロになってしまった時に、航空業界の人事部が、従業員の雇用や給与支払いを守るために、機転をきかせて、前例を打ち破り異業種で人手不足に悩んでいる業界とわざわざ新たに連絡をとり契約を結んで出向にこぎつけたことは、NHKなどでも、暗いことが続く中の明るい話題として報道された。